# گرومن ایکس‌تی‌بی۲اف
گرومن ایکس‌تی‌بی۲اف (به انگلیسی: Grumman XTB2F) یک هواپیمای ساختِ کارخانهٔ گرومن در کشور ایالات متحده آمریکا است.